# 超音ジェット機
『超音ジェット機』（ちょうおんジェットき、原題: The Sound Barrier）は、デヴィッド・リーン監督による1952年のイギリスの映画である。

## キャスト
※括弧内はNHK版日本語吹き替え
- ラルフ・リチャードソン（神山繁）
- アン・トッド（谷口香）
- ナイジェル・パトリック（内田稔）
- ジョン・ジャスティン（木下秀雄）
- ジョゼフ・トメルティ（早野寿郎）
- ダイナ・シェリダン
- デンホルム・エリオット

NHK版吹替初回放送日 1963年10月06日(日) 午後2:00 - 午後4:00

## 受賞・ノミネート
| 賞                                   | 部門       | 候補                           | 結果       |
| ------------------------------------ | ---------- | ------------------------------ | ---------- |
| アカデミー賞                         | 脚本賞     | テレンス・ラティガン           | ノミネート |
| アカデミー賞                         | 録音賞     | ロンドン・フィルム・サウンド部 | 受賞       |
| ニューヨーク映画批評家協会賞         | 男優賞     | ラルフ・リチャードソン         | 受賞       |
| 英国アカデミー賞                     | 総合作品賞 | デヴィッド・リーン             | 受賞       |
| 英国アカデミー賞                     | 英国作品賞 | デヴィッド・リーン             | ノミネート |
| 英国アカデミー賞                     | 英国男優賞 | ラルフ・リチャードソン         | 受賞       |
| 英国アカデミー賞                     | 英国男優賞 | ナイジェル・パトリック         | ノミネート |
| 英国アカデミー賞                     | 英国女優賞 | アン・トッド                   | ノミネート |
| ナショナル・ボード・オブ・レビュー賞 | 監督賞     | デヴィッド・リーン             | 受賞       |
| ナショナル・ボード・オブ・レビュー賞 | 男優賞     | ラルフ・リチャードソン         | 受賞       |
| ナショナル・ボード・オブ・レビュー賞 | 外国映画賞 | イギリス                       | 受賞       |